# الدين وحماية البيئة

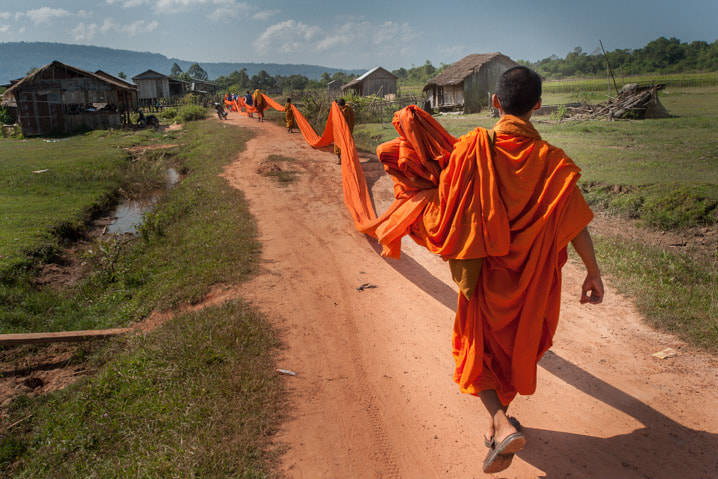
مسيرة دينية لتعزيز القيم البيئية في وادي أرانغ، كشمير

الدين وحماية البيئة فرع ناشئ بين التخصصات في المجالات الأكاديمية للدراسات الدينية والأخلاق الدينية وعلم اجتماع الدين واللاهوت ومجالات أخرى، يركز على مذهب حماية البيئة والمبادئ البيئية.

## نظرة عامّة

### أزمة قيَم
هذا الفرع مؤسس على فهم أنه -بكلمات الفيلسوف الإيراني الأمركي سيد حسين نصر- «إن الأزمة البيئية أزمة قيَم في جوهرها»، وأن الأديان، لأنها مصدر أساسي للقيم في أي ثقافة، مشتركة في القرارات التي يتخذها البشر حيال البيئة. فعلى سبيل المثال، أظهرت دراسة حديثة أن الدين، بوصفه المصدر الأساسي للأخلاق عند المتدينين، يمكن أن يضيّق الفجوة السياسية بين الليبراليين والمحافظين في شأن حماية البيئة.

### عبء الذنب
حاجّت المؤرخة لين وايت جونيور في محاضرة عام 1966 أمام الأكاديمية الأمريكية للفنون والعلوم، نُشرت بعد ذلك في مجلت سينس، أن المسيحية الغربية نزعت القدسية عن الطبيعة وسخّرتها للأهداف البشرية، لذا فهي تحمل «عبئًا كبيرًا من الذنب» في الأزمة البيئية المعاصرة. أثارت مقالة وايت ردودًا كثيرة، تنوعت من الدفاعات عن المسيحية إلى الإقرار إلى الموافقة الكاملة مع تحليلها.

### الأديان الشرقية والشعوب الأصلية
اقترح بعض الباحثين أن الأديان الشرقية، وأديان الشعوب الأصلية، والوثنيين الجديدين، قدّمت رؤًى كونية أقرب لحماية البيئة من المسيحية. وكان رأي جماعة ثالثة، أن نظرية وايت وإن كانت صحيحة لا شكّ في صحتها، فإن ذلك كان مفيدًا للمجتمع، وإن تقليل عدد الأنواع النباتية والحيوانية الأضعف بالتدمير البيئي سيؤدي إلى تطور مخلوقات أقوى وأكثر إنتاجًا.

### الدين والبيئة
مع حلول العقد الأخير من القرن العشرين، انضم كثير من الباحثين في الدين إلى النقاش، وجعلوا ينشؤون أعمالًا كثيرة تناقش وتحلل تقدير البيئة في الأنظمة الدينية المختلفة في العالم. كان من أعم هذه الأعمال سلسلة من عشرة مؤتمرات عن الدين والبيئة نظمها أستاذا جامعة ييل ماري إفيلين تكر وجون غريم وعقداها في مركز جامعة هارفر لدراسة أديان العالم من عام 1996 إلى 1998. اشترك في سلسلة المؤتمرات أكثر من 800 عالم دولي وقائد ديني ومدافع عن البيئة. خُتمت هذه السلسلة في الأمم المتحدة وفي المتحف الأمريكي للتاريخ الطبيعي وحضر ختامها أكثر من ألف إنسان. نُشرت الأوراق من المؤتمرات في سلسلة من عشرة كتب (سلسلة أديان العالم والبيئة)، كل واحد منها لتراث ديني من التراثات الدينية الكبرى في العالم.
من هذه المؤتمرات، شكل تكر وغريم منتدى ييل للدين والبيئة. ساعد المنتدى على تشكيل فرع أكاديمي، وعلى تشكيل سياسة بيئية، وعلى تخضير الدين. بالإضافة إلى عملهما في المنتدى، استمر عمل تكر وغريم في فلم وكتاب وسلسلة أقراص رحلة الكون. لم يزل هذا المشروع أكبر مشروع دولي متعدد الأديان من نوعه.
ولم تزل هيئة ناشطة للدين والبيئة في الأكاديمية الأمريكية للدين منذ 1991، وتقدم أعداد متزايدة من الجامعات اليوم دروسًا عن الدين والبيئة. يمكن أن توجد آخر الأبحاث في مجال الدين والبيئة في المجلة الأكاديمية الخاضعة لمراجعة الأقران، وورلدفيوز: الأديان العالمية والثقافة والبيئة، وفي أعمال مرجعية مثل موسوعة روح الاستدامة.

### الدين والطبيعة
من العلامات الفارقة أيضًا في المجال الناشئ نشر موسوعة الدين والطبيعة في عام 2005، التي حررها برون تايلور. قاد تايلور أيضًا جهود تشكيل المجتمع الدولي لدراسة الدين والطبيعة والثقافة، الذي تأسس عام 2006، وبدأ ينشر مجلة ربعيّة عن دراسة الدين والطبيعة والثقافة عام 2007.

## الأديان والبيئة

### البوذية
إن أفضل أصل يقدمه الدين هو الإطار الأخلاقي الذي يُلزم أتباعه به. ولأن كثيرًا من المشكلات البيئية نشأت من النشاط الإنساني، فقد يقدم الدين لنا بعض الحلول لتخفيف الأنماط المدمرة. تركز البوذية وتقدّس الترابط، ومن ثم تخلق عقلية تشكل علاقة إنتاجية وتعاونية بين الإنسان والطبيعة. وما دامت كل الأفعال قائمة على مبدأ الترابط، فهذا يجعل العقلية البوذية فعالة في خلق التواضع والرحمة والتوازن في أتباعها، وهو ما قد يخفف من الأذى الذي يلحق بالطبيعة.
من المنافع التي تجرّها العقلية الترابطية البوذية، التواضع الذي ينتج عنها. لأن البشر مرتبطون بالأنظمة الطبيعية، فإن كل أذًى يلحق الأرض يلحق البشر أيضًا. هذا الإدراك يغير النوع البشري الذي لم يزل تاريخيًّا ينهب الأرض لمصلحة الفرد. عندما يقلل البشر العقلاء الانقسام بين الإنسان والطبيعة ويعبرون الجسر بينهما، عندها تنشأ علاقة احترام متبادل تتعايش فيها جميع الكيانات ولا تتصارع. تؤكد البوذية على أن سبب كل المعاناة هو التعلق. عندما يتحرر البشر من القبضة الشديدة التي شكلتها البشرية على الفردية والانفصالية، عندها تُدرَك الوحدة والترابط. وعندها يترك البشر مفهوم المنتصرين والخاسرين، ويفهمون وجودهم بين الآخرين، وينتج عن هذا التواضح وإنهاء العقل الأناني.
من الفوائد الأخرى التي تسببها الممارسات البوذية، الرحمة التي تقود كل التفكير. عندما يدرك البشر أنهم جميعًا مترابطون، فإن الضرر الذي يلحقه الإنسان بالآخر لن يفيده. أما الأمنيات بالسلام للجميع فتفيده. عندما يقبل الإنسان أن شبكة الحياة مرتبطة -إذا استفاد كائن واحد، استفاد الجميع- عندها تشجع العقلية السائدة على الأفعال السلمية دائمًا. إذا كان كل شيء معتمدًا على كل شيء آخر، فلن تتحسن الحياة إلى بالأحداث النافعة. يتطلب قبول الرحمة الصبر والممارسة، وهو ما يشجعه المسلك البوذي الأخلاقي من خلال التأمل. هذا السعي الدوري إلى الانسجام والصداقة مع كل الكائنات يشكل علاقة أكمَل بين الإنسان والطبيعة.
أخيرًا، تعتمد العقلية البوذية على سلوك الطريق الأوسط في السعي نحو التوازن. قضى سيدارتا غوتاما، مؤسس البوذية، حياته كله يبحث عن مخرج من المعاناة البشرية، ثم وجد أنه يجب تأسيس التوازن بين تدمير الذات وتنعيمها. يركز البشر المعاصرون الصناعيون على الجوانب الاقتصادية والاجتماعية للحياة وآخر ما يفكرون فيه هو الجوانب البيئية، لذا فالرؤية غير متوازنة. عندما تتساوى التفضيلات البشرية مع التفضيلات البيئية، بإعطاء صوت للأنظمة البيئية كما أن للأنظمة البشرية صوت، عندها يمكن إدراك التوازن والانسجام.
عندها، باستعمال هذا الإطار المثالي المنضبط الذي تقدمه البوذية، يمكن تأسيس حلول مستدامة لتعديل العلاقة المكسورة بين الإنسانية والطبيعة. ويتبع هذا نظام أخلاقي، لا سياسات قصيرة المدى ولا إصلاحات تقنية. عندما تتوقف أنماط الاستهلاك الذي لا ينتهي لتحسين العالم ككل، عندها تتفاعل كل الأنظمة بانسجام على نحو غير تعسفي. لا حاجة إلى تبني دين جديد، لكن تعرّف هذه العقلية وقبولها سيساعد على شفاء أذيّات البيئة الماضية.
يشترك البوذيون اليوم في نشر الوعي البيئي. في اجتماع مع سفير الولايات المتحدة في الهند تيموثي رومر، حثّ دالاي لاما الولايات المتحدة على إشراك الصين في مسألة التغير المناخي في التبت. وكان الدالاي لاما أيضًا جزءًا من سلسلة من النقاشات التي نظمها معهد العقل والحياة، وهو منظمة غير ربحية متخصصة في العلاقة بين العلم والبوذية. دارت بعض الأحاديث عن البيئة والأخلاق واعتماد المخلوقات بعضها على بعض، ونوقشت أيضًا مسألة الاحترار العالمي.